# Punto anfidrómico

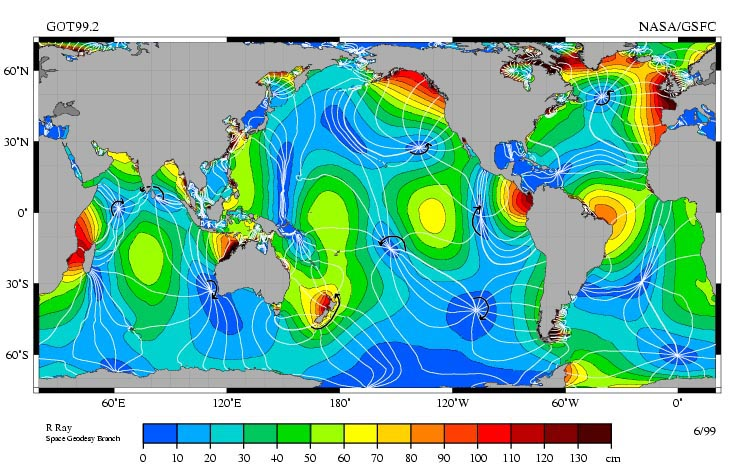
Figura 1. El M_{2} indica el constituyente de marea, y la amplitud es indicada por el color. Las líneas blancas son líneas cotidales espaciadas a intervalos de fase de 30° (algo más de 1 h). Los puntos anfidrómicos son las áreas de color azul oscuro donde se unen las líneas.

Un punto anfidrómico, también llamado nodo de marea, es una ubicación geográfica donde hay poca o ninguna diferencia en la altura del mar entre la marea alta y la marea baja; tiene amplitud de marea cero para un componente armónico de la marea.  El rango de marea (la amplitud de pico a pico, o la diferencia de altura entre marea alta y marea baja) para ese componente armónico aumenta con la distancia desde este punto, aunque no de manera uniforme. Como tal, el concepto de puntos anfidrómicos es crucial para comprender el comportamiento de las mareas. 
El término anfidrómico deriva de las palabras griegas amphi ("a ambos lados") y dromos ("recorrido"), en referencia a las mareas rotativas que circulan alrededor de puntos anfidrómicos. 
Fue descubierto por primera vez por William Whewell, quien extrapoló las líneas cotidales de la costa del Mar del Norte y descubrió que las líneas deben encontrarse en algún punto. 
Los puntos anfidrómicos se producen porque la interferencia dentro de las cuencas oceánicas, mares y bahías, combinada con el efecto Coriolis, crea un patrón de ondas, llamado sistema anfidrómico, que gira alrededor del punto anfidrómico.   En los puntos anfidrómicos del componente de marea dominante, casi no hay cambio vertical en el nivel del mar debido a la acción de las mareas; es decir, hay poca o ninguna diferencia entre marea alta y marea baja en estos lugares. Todavía puede haber corrientes de marea, ya que los niveles de agua a ambos lados del punto anfidrómico no son los mismos. Cada componente de marea periódico crea un sistema anfidrómico separado. 
En la mayoría de los lugares, el semidiurno lunar principal, conocido como M2, es el componente de marea mayor. Las líneas cotidales conectan puntos que alcanzan la marea alta al mismo tiempo y la marea baja al mismo tiempo. En la Figura 1, la marea baja se retrasa o adelanta 1 hora y 2 minutos con respecto a sus líneas vecinas. Donde se encuentran las líneas hay anfidromas y la marea gira alrededor de ellos; por ejemplo, a lo largo de la costa chilena y desde el sur de México hasta Perú, la marea se propaga hacia el sur, mientras que desde Baja California hasta Alaska la marea se propaga hacia el norte.